# Qumarlêb

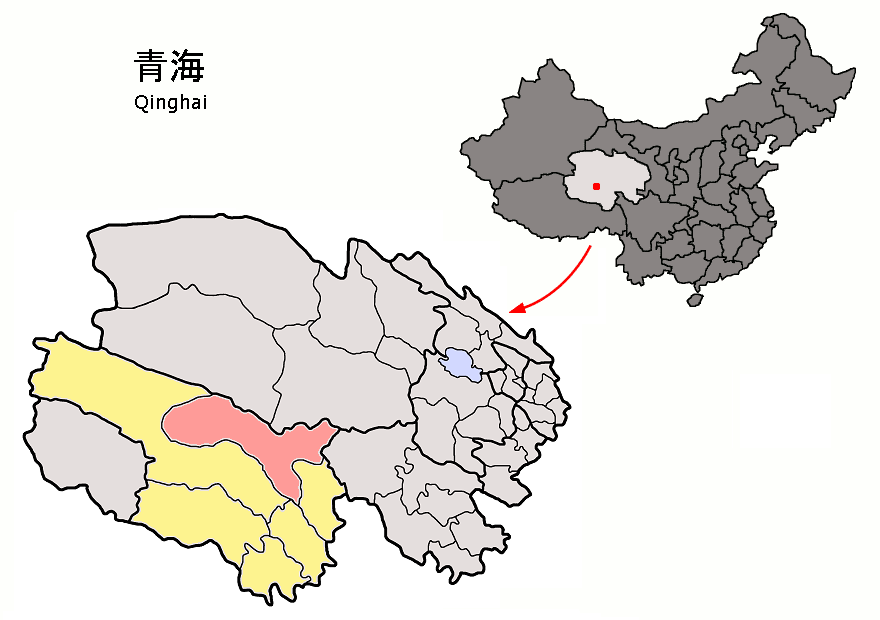
Lage von Qumarlêb (rosa) in Yushu (gelb)

Qumarlêb (tibetisch ཆུ་དམར་ལེབ་རྫོང, Umschrift nach Wylie: chu dmar leb rdzong, auch Chumar Leb; chinesisch 曲麻莱县, Pinyin Qūmálái Xiàn) ist ein Kreis der chinesischen Provinz Qinghai. Er gehört zum Verwaltungsgebiet des Autonomen Bezirks Yushu der Tibeter. Die Fläche beträgt 46.579 Quadratkilometer und die Einwohnerzahl 33.170 (Stand: Zensus 2020). 1999 zählte Qumarlêb 21.272 Einwohner. Sein Hauptort ist die Großgemeinde Yuegai.

## Administrative Gliederung
Auf Gemeindeebene setzt sich der Kreis aus einer Großgemeinde und fünf Gemeinden zusammen. Diese sind (Pinyin/chin.)
- Großgemeinde Yuegai (约改镇)

- Gemeinde Qumahe (曲麻河乡)
- Gemeinde Yege (叶格乡)
- Gemeinde Maduo (麻多乡)
- Gemeinde Bagan (巴干乡)
- Gemeinde Qiuzhi (秋智乡)